# ジャンク (曲)
「ジャンク」（Junk）は、ポール・マッカートニーの楽曲である。1970年に発売されたソロ・デビュー・アルバム『マッカートニー』に収録された。1968年にビートルズがインドで超越瞑想を習得している時期に書かれた楽曲で、インドからの帰国後にキンファウンスにあるジョージ・ハリスンの自宅でデモ音源が録音された。歌詞は、廃品置き場にある様々な廃品について歌ったもの。
アルバムには、「シンガロング・ジャンク」（Singalong Junk）と題された、インストゥルメンタル・バージョンも収録されており、1996年に公開された映画『ザ・エージェント』で使用された。

## 背景
マッカートニーは、1968年にビートルズがインドを訪れた際に「ジャンク」を作曲した。歌詞の初期バージョンは、「春の歌・リシケーシュ1968」と題されたマッカートニーのノートに記されている。1968年5月に『ザ・ビートルズ』のレコーディングに先立ち、キンファウンスにあるハリスンの自宅でデモ音源の録音が行なわれ、本作も取り上げられた。デモ音源は、マッカートニーがノートに記したスケッチに沿った内容だが、この時点では3番目のヴァースは存在していなかった。当時のデモ音源は、1996年に発売された『ザ・ビートルズ・アンソロジー3』や、2018年に発売された『ザ・ビートルズ (ホワイト・アルバム)〈スーパー・デラックス・エディション〉』に収録された。1968年に行なわれた『ザ・ビートルズ』のレコーディング・セッションで取り上げられることはなく、バンドにとって最後のアルバムとなった『アビイ・ロード』や『レット・イット・ビー』への収録が検討された形跡もなかった。
1970年2月、マッカートニーはソロ・デビュー・アルバム『マッカートニー』のために、本作と「テディ・ボーイ」のレコーディングを行なった。本作の制作当時のタイトルは「Jubilee」で、「Junk in the Yard」ともされていた。録音されたテイクのうち、テイク1が「シンガロング・ジャンク」とされ、テイク2が「ジャンク」となった。
メキシコでは、本作と「アナザー・デイ」、「オー・ウーマン、オー・ホワイ」、「バレンタイン・デイ」を収録したEP盤が発売された。本作は、『夢の翼〜ヒッツ&ヒストリー〜』（2001年）や『ピュア・マッカートニー〜オール・タイム・ベスト』（2016年）などのコンピレーション・アルバムにも収録された。また、1999年に発売された『ワーキング・クラシカル』には、ローマー・マー・カルテットによるストリングスのアレンジがオープニング・トラックとして収録されている。

## 曲の構成
「ジャンク」の歌詞は、パラシュートや半長靴、2人分の寝袋など廃品置き場にある廃品について言及したもの。コーラスでは「Buy, buy, says the sign in the shop window / why, why, says the junk in the yard（買って、買ってとショー・ウィンドウは謳い、なぜ、なぜと廃品置き場のがらくたは問いかける）」と、これらの廃品がどのようなものであるかについて謳われている。
「シンガロング・ジャンク」は、ボーカルのパートがカットされているほか、メロトロンとストリングスがフィーチャーされており、メロディはピアノで演奏されている。

## 評価
楽曲の発売後、「ジャンク」は音楽評論家から肯定的な評価を受けている。『ローリング・ストーン』誌のラングドン・ウィナーは、アルバム『マッカートニー』発売当時のレビューで、アルバムのシンプルさの強調について「非常にうまくいっている」と称賛し、本作と「テディ・ボーイ」について「穏やかで痛烈な教訓を伝える低音の曲」「非常に味わい深く、聴いていて楽しい」と評している。
『オールミュージック』のドナルド・A・ガリスコは、本作をマッカートニーの「最高の瞬間」とし、「マッカートニーのファンの間でカルト的な人気を誇るメランコリーな魅力的なバラード」と評している。また、ガリスコは本作におけるマッカートニーのボーカル・パフォーマンスについて「曲の切ない雰囲気を上手く捉えている」と称賛している。
『レコード・コレクター』誌は、マッカートニーの回顧録の中で、本作を「エヴリナイト」や「恋することのもどかしさ」とともに「今でもまったく違和感のないサウンドで、この男の天性のメロディの天才ぶりを示している」曲として取り上げている。『ピッチフォーク』のジョー・タンガリも同様に、「ジャンク」と「シンガロング・ジャンク」、「恋することのもどかしさ」の3曲をマッカートニーの「ピーク」と評価している。

## ライブでの演奏
マッカートニーは、1991年1月25日にロンドンで『MTVアンプラグド』用に演奏を録音しており、その中には本作のインストゥルメンタル・バージョンも含まれている。当時の演奏は、同年5月に発売された『公式海賊盤』に収録されているが、タイトルは「ジャンク」となっている。
ボーカルパートを含む「ジャンク」は、2006年11月3日にロイヤル・アルバート・ホールで開催された『Ghost Suite』で初めて演奏された。

## クレジット
※出典
ジャンク
- ポール・マッカートニー - ボーカル、アコースティック・ギター、ベース、木琴、ドラム
- リンダ・マッカートニー - バッキング・ボーカル

シンガロング・ジャンク
- ポール・マッカートニー - アコースティック・ギター、エレクトリック・ギター、ベース、ピアノ、メロトロン、ドラム

## カバー・バージョン
- チェット・アトキンス - 1970年に発売されたアルバム『Pickin' My Way』に収録[23]。
- ジョン・デンバー - 1971年に発売されたアルバム『Poems, Prayers & Promises』に収録[24]。
- ジェフ・リン - 2014年に発売されたトリビュート・アルバム『The Art of McCartney』に収録[25]。